# Revista sobre historietas
Una revista de información sobre cómic es una publicación periódica centrada en el estudio del cómic, ya sea analizando obras, entrevistando a autores o recogiendo noticias. Es diferente a la revista de historietas, que es aquella que en su mayor parte contiene historietas. Son comunes, sin embargo, las publicaciones mixtas, con críticas y comentarios además de historietas.

## Historia

### Orígenes
Las historietas se mencionaron y discutieron ya a finales de la década de 1930 en los fanzine de ciencia ficción. Famosamente, la primera versión de Superman (un villano calvo) apareció en la tercera edición de Science Fiction , fanzine de Jerry Siegel y Joe Shuster de 1933 . En 1936, David Kyle publicó The Fantasy World, que contenía historietas producidas por Kyle.· Malcolm Willits y Jim Bradley comenzaron The Comic Collector's News en octubre de 1947.. En 1952, Ted White había mimeografiado un panfleto de cuatro páginas sobre Superman, y James Taurasi emitió el efímero Fantasy Comics. En 1953, Bhob Stewart publicó The EC Fan Bulletin, sobre la editorial EC Comics. Unos meses más tarde, Stewart, White y Larry Stark produjeron Potrzebie, planeado como una revista literaria de comentario crítico sobre EC por Stark. Entre la ola de fanzines de EC que siguió, la más conocida fue la de Ron Parker, ¡Hoo-Hah !. Luego vinieron los fanzines de los seguidores de Mad, Trump y Humbug, de Harvey Kurtzman. Los editores de estos incluyeron a futuras estrellas del comic underground como Jay Lynch y Robert Crumb.

Lo estadounidense Jerry Bails, lanzó un fanzine centrados en los superhéroes, Alter Ego (1961), luego retomado por Roy Thomas, y CAPA-alpha (1964). Alter Ego es erróneamente acreditado como el primer fanzine sobre las historietas. Simultáneamente, comenzaron a aparecer en Francia revistas pioneras como Giff-Wiff (1962), patrocinada por el Club des Bandes Dessinées y dirigida por Francis Lacassin, y Phenix (1966-67), fundada por Pierre Couperie, Maurice Horn y Claude Moliterni. Debido a su influencia, aparecieron revistas del mismo tipo en los países hispanohablantes:
- España: Cuto (1967) de Luis Gasca y Bang! (1969-1977) de Antonio Martín.[5]
- Argentina: LD (Literatura Dibujada) (1968) de Oscar Masotta.

También apareció entonces una de las revistas sobre cómic más duraderas: Les Cahiers de la Bande Dessinée (1969-1990, Glénat).

### Los años 70 y 80
En los años 70, surgieron nuevas revistas como las españolas Comics Camp, Comics In (1972) y Sunday Comics (1976), ambas de Mariano Ayuso, El Wendigo (1974) de Faustino Rodríguez Arbesú y Comicguía (1976) de Francisco Tadeo. Mientras tanto, en Estados Unidos aparecían revistas prestigiosas como The Comics Journal (1977) y Nemo, the Classic Comics Library, ambas de Fantagraphics Books, que vinieron a sumarse a la más populares Comics Buyer's Guide (1971) y Amazing Heroes (1981).  
Nuevas revistas sobre cómic aparecen en España durante los años ochenta, como Neuróptica (1983) de Antonio Altarriba, Tribulete (1983) y Grafito (1984), de Jesús Cuadrado (1983), Fan Comics (1985) de Javier Coma, H2 (1987) de Eugenio Valencia y Krazy Comics (1989) de Tino Reguera.

### El boom de los 90
Los años 90, gracias a la facilidad de edición, ven proliferar las revistas de este tipo:
- Estados Unidos: La popular Wizard (1991) y The Imp (1997) de Daniel Raeburn.
- Argentina, Comiqueando (1994) y Lazer (1997).
- España, De Tebeos (1993) de Diego Cara y Antonio Morata; Dentro de la viñeta (1993) de Jorge Iván Argiz y Ángel de la Calle; Blokes (1994), de Jesús Cuadrado, Dolmen (1994) de Vicente García; Slumberland (1995); Tebeolandia (1995) de Diego Cara; Urich (1996) de Lorenzo F. Díaz, José Mª Méndez, Santiago García y David Muñoz; Volumen (1999) de Santiago García y Óscar Palmer, y El Pequeño Nemo (1999) de Miguel Ángel Álvarez y Juan Carlos Poujade.[5]

Un hecho destacado es la aparición de revistas sobre manga en países occidentales: Minami (1998) en España, Conexión Manga (1999) en México.

### El desarrollo en Internet
Con el auge de internet, proliferan las publicaciones digitales dedicadas al comentario y crítica de cómics, sustituyendo a las revistas en soporte papel, debido a su mayor inmediatez y disponibilidad de espacio. Algunas de estas webs, como Entrecomics y el blog La cárcel de papel de Álvaro Pons, recibieron premios a la Mejor Labor Divulgativa del Salón Internacional del Cómic de Barcelona. Sin embargo, la revista en línea sobre historieta en español más longeva fue Tebeosfera, fundada en 2001 por Manuel Barrero y todavía en activo. Aun así, siguieron apareciendo revistas en papel como Revista latinoamericana de estudios sobre la historieta (2001), Yellow Kid (2001) de Rafael Marín, Trama (2001) de Fernando Tarancón, La Guía del Cómic (2001) de Santiago García o CHT (2009) de Charles Caum, aunque todas ellas acabaron cerrando.